# Rolf Kauka
Rolf Kauka, född den 9 april 1917, död den 13 september 2000, var en tysk serieskapare och förlagsman. Mest känd var han för att ha skapat serien Fix och Foxi.
Rolf Kauka började som serietecknare vid 17 års ålder och började sedan göra serier avsedda för en publik i USA. 1952 startade han en egen tidning i sitt hemland Tyskland som hette Eulenspiegel. Kort därefter inledde han också en ny serie som hette Fix och Foxi. I Tyskland blev Fix och Foxi så pass populär att han 1955 döpte om tidningen Eulenspiegel till just Fix och Foxi. Trots hans stora framgångar i Tyskland var både Rolf Kauka och hans serier ganska okända i övriga Europa. Försök att införa Rolf Kaukas serier i andra europeiska länder gjordes dock men med dåligt resultat. I Sverige lanserades tidningen 1958 men försäljningen gick trögt och tidningen lades ned 1961. Ett nytt försök att införa Rolf Kaukas serier i Sverige gjordes 1979. Denna gång delades det ut ett gratisnummer till vissa utvalda hushåll. Ett visst intresse uppstod i början men inte heller denna gång blev en framgång, och tidningen lades ned 1981. Förutom Fix och Foxi har han även gjort serien Pauli som också fanns med i tidningen Fix och Foxi.
Rolf Kauka hade en stil i sina serier som till stor del påminde om Disney. Han lär också ha hämtat sin inspiration i USA vilket kan vara förklaringen till likheterna. Rolf Kauka har också kallats för Tysklands Walt Disney. En orsak till att Rolf Kauka inte fick någon framgång i övriga Europa kan ha varit att Disney var mycket framgångsrika i hela Europa. Detta kan då ha gjort att det har blivit svårt att marknadsföra konkurrerande serier i liknande stil.